# Enno von Denffer

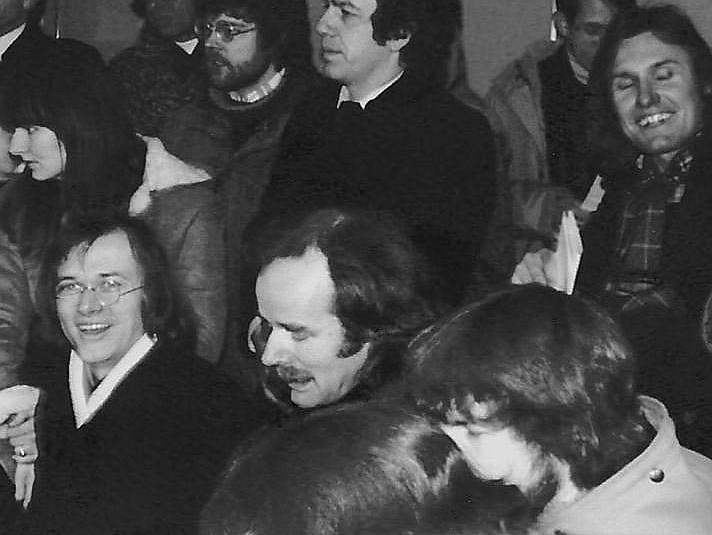
Enno von Denffer (vorne links) neben Michael Lukas Moeller (zweiter von links) als Teilnehmer einer Sendung im Ü-Wagen von Carmen Thomas (1979)

Dieter Enno Jürgen Woldemar von Denffer (* 4. Dezember 1947 in Göttingen) ist ein deutscher Journalist und Medienexperte.

## Leben
Der Sohn von Dietrich und Brunhilde von Denffer wuchs in Göttingen und Gießen auf. In Gießen engagierte er sich in der Schulzeit als Journalist und Herausgeber der schulübergreifenden Schülerzeitung „Podium“. Nach Absolvieren der Wehrpflicht als Navigator auf einem U-Bootjäger und Steuermann auf einem Landungsboot studierte Denffer ab 1969 Rechts-, Sozial- und Agrarwissenschaften in Frankfurt am Main und Gießen. In Frankfurt war er Mitarbeiter am Institut von Thomas Luckmann, studierte bei Theodor W. Adorno und Jürgen Habermas und assistierte bei einer Filmproduktion der Antiteater-Gruppe um die Regisseure Rainer Werner Fassbinder und Michael Fengler. Dies legte die Grundlage für sein späteres medienpädagogisches Engagement.
Neben Studium und Universitätstätigkeit war Denffer in Gießen Freier Journalist und verantwortlicher Redakteur des Periodikums „Landwirtschaft und Gartenbau“ der Mittelhessischen Druck- und Verlagsgesellschaft. Ebenfalls in Gießen lernte er als angehender Sozialwissenschaftler die Pioniere sozialer Gruppenarbeit in Deutschland, Michael Lukas Moeller und Horst-Eberhard Richter, kennen. Mit Moeller und anderen gründete er 1977 die Gießener Arbeitsgemeinschaft Selbsthilfegruppen, in der er Vorstandsaufgaben übernahm, anschließend die Deutsche Arbeitsgemeinschaft Selbsthilfegruppen, die eine tragende Rolle in der deutschen Selbsthilfebewegung spielen sollte. Dazu schrieb er einige Beiträge, auch verweist Moeller auf ihn (z. B. in Der Krieg, die Lust, der Frieden, die Macht, s. u.). Als Richter die Bürgerinitiative Friedenspolitik ins Leben rief, startete er dort die Gründung einer Friedens-Selbsthilfeinitiative, über die er ebenfalls schrieb. Am bekanntesten dürfte sein Beitrag „Friedenspolitik aus Selbstbetroffenheit“ geworden sein, der auch online (siehe unten: „Weblinks“) abrufbar ist.
Hauptberuflich war Denffer zunächst Mitarbeiter in der Lehrerausbildung am Referat Mediale Lehr- und Lernsysteme der Justus-Liebig-Universität Gießen. Anschließend war er Wissenschaftlicher Mitarbeiter und Dozent am Fachbereich Gesellschaftswissenschaften der Gießener Universität. Er war u. a. Medienbeauftragter des Fachbereichs und ermöglichte seinerzeit schon Hochschullehrern und Studenten die Herstellung von Lehr-/Lernvideos. 1985 ging er als Wirtschaftsjournalist zu dpa/VWD in Eschborn. Dort betreute er die Einführung des damals spektakulären Realtime-Mediums VWD-Videoticker, eines frühen Vorläufers aktueller Newsfeeds und Finanzsoftware. Seine journalistischen Beiträge erschienen sowohl online als auch in Printmedien, etwa im Handelsblatt.
In den 90er Jahren wechselte Denffer, auch aus gesundheitlichen Gründen, wieder nach Gießen, wo er hauptberuflicher Medienpädagoge des Vereins Schule 2000 und des Staatlichen Schulamtes war. In dieser Funktion führte er medienpädagogische Lehraufträge an der Justus-Liebig-Universität sowie für das Amt für Lehrerbildung durch und organisierte unter dem Titel „Off Line“ medienpädagogische Großveranstaltungen. Außerdem produzierte er u. a. mit Fredrik Vahle ein Video mit dessen Stück „Traum der Tiere“ und mit Dieter Schormann, seinerzeit Vorsteher des Börsenvereins des Deutschen Buchhandels, und Jugendlichen eine Talkshow über Lesekompetenz, er moderierte unter dem Titel Generationenfernsehen eine Reihe von Fernsehsendungen und führte als Vorstand von BürgerMedienAktiv e.V. federführend mehrmals die Ausschreibung und Verleihung des Gießener Videofilmpreises durch. 2014 startete er  die Verlags-Initiative Ewige Edition, um u. a. bereits früher einmal erschienene Bücher erneut und, nach eigenen Worten, „ab jetzt für die Ewigkeit“ als Print-on-Demand- und E-Book-Versionen herauszugeben.

## Familie
Enno stammt aus dem ursprünglich deutsch-baltischen Adelsgeschlecht Denffer. Der Bruder von Angela Hopf und direkte Nachfahre von August von Denffer ist nicht verheiratet und hat eine Tochter (Hanna, *1988).

## Schriften (Auswahl)
- Landwirtschaft und Gartenbau (verantw.). Mittelhessische Druck- und Verlagsgesellschaft, Gießen 1978/79/80.
- Friedenspolitik aus Selbstbetroffenheit. In: H.-J. Wirth (Hrsg.): Psychosozial – Einmischung in Politik, mit Beiträgen von Albert Einstein, Horst-Eberhard Richter, Enno von Denffer u. a. Rowohlt, 1982, ISBN 3-499-17215-1.
- Was heißt hier eigentlich Selbsthilfegruppe? In: Selbsthilfegruppen-Nachrichten, Deutsche Arbeitsgemeinschaft Selbsthilfegruppen, Gießen 1984.
- Der VWD-Videoticker, einfach, innovativ. VWD-Vereinigte Wirtschaftsdienste, Eschborn 1986.
- Offline – Bilder aus den Wirklichkeiten In: RTL Businessletter zur Tagung Medien und Schule, RTL Television, Köln 1996.
- Eduard Wolslebens Sieben Brücken zum Glück (Neubearbeitung und Herausgabe). Ewige Edition, Buseck 2014.
- Mystisches Tao-Te-King – Das heilige Buch vom ewigen Geist. Ewige Edition, Norderstedt 2017.